# Tóth Lajos (munkásmozgalmi harcos)
Tóth Lajos (Jákó, 1878. március 18. – Kaposvár, 1919. szeptember 17.) magyar munkásmozgalmár, nyomdász.

## Életrajz
1878. március 18-án született a Somogy vármegyei Jákó községben. Felesége Asmuth Anna (1886–1953), akivel 1905-ben házasodtak össze. Három gyermekük született, Lajos, Jolán és Anna.
Nyomdásznak tanult, majd akként dolgozott a kaposvári nyomdában, emellett 1900-tól aktívan kivette részét a munkásmozgalomból. Az SZDP kaposvári szervezetének elnöke volt, majd a Magyarországi Tanácsköztársaság idején a Somogy vármegyei direktórium tagja Latinca Sándor és Szalma István mellett. A Tanácsköztársaság bukása után Latinka Sándorral és társaival együtt 1919. szeptember 16-áról 17-ére virradó éjszaka egy öt tagból álló fehértiszti csoport (a Prónay-különítmény) Kaposvár határában, a nádasdi erdőben meggyilkolta.

## Emlékezete

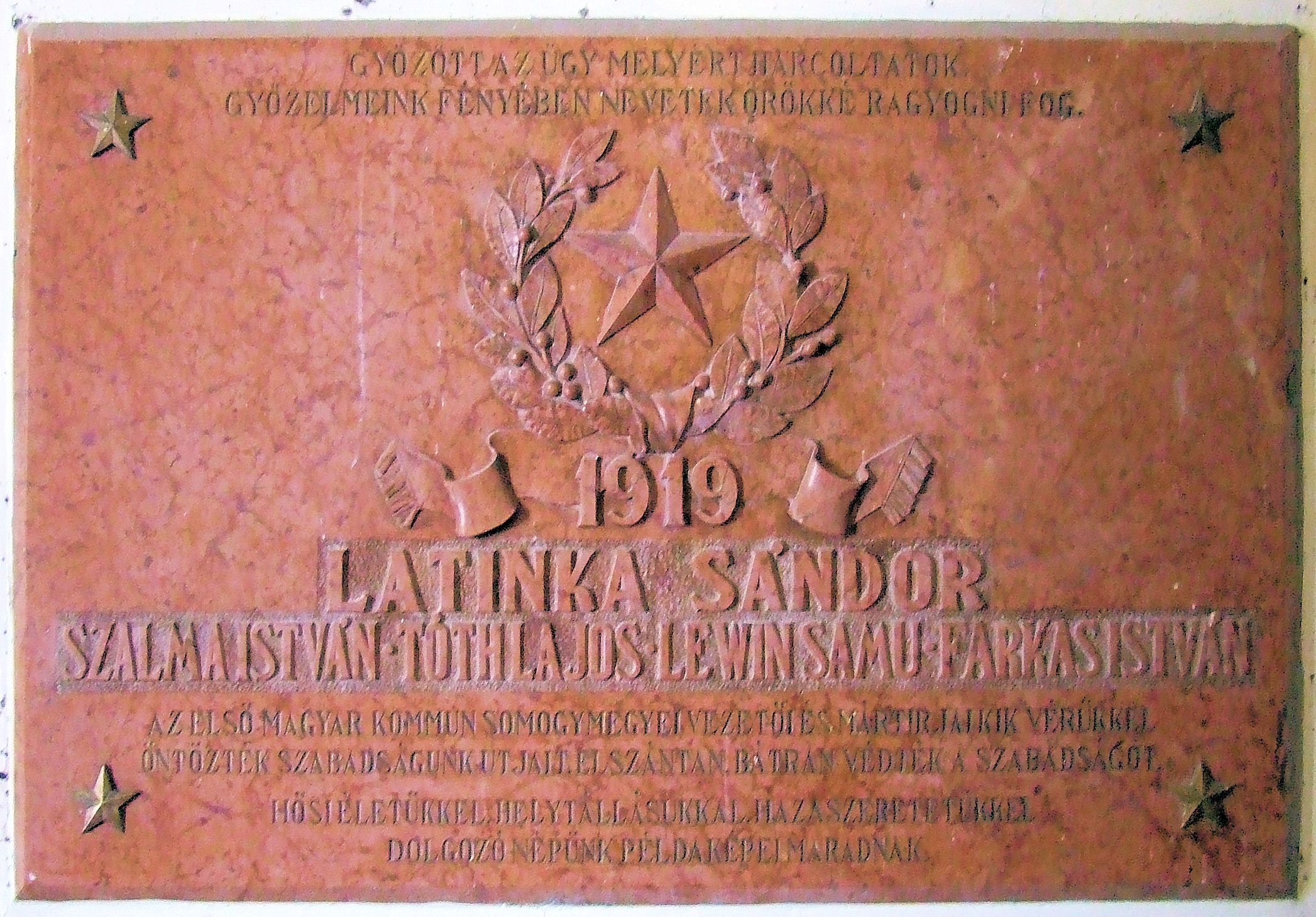
Emléktáblája a kaposvári Rippl-Rónai Múzeum előcsarnokában

- Kaposváron, a Fő utca és az Anna utca sarkán álló iskola 1959-től 1992-ig az ő nevét viselte (jelenleg Kodály Zoltán Ének-zenei Általános Iskola)
- Kaposváron, az egykori MSZMP-pártház előtti/melletti téren (a jelenlegi Berzsenyi park, akkoriban még Szabadság park szomszédságában) 1985-ben avatták fel Varga Imre alkotását az 1919-es somogyi vörös mártírokról. A hét szoborból álló szoborcsoport egyik alakja őt ábrázolta.